# Hjulsjön (Hjulsjö socken, Västmanland)
Hjulsjön är en sjö i Hällefors kommun i Västmanland och ingår i Norrströms huvudavrinningsområde. Sjön har en area på 0,307 kvadratkilometer och ligger 144,9 meter över havet. Sjön avvattnas av vattendraget Dyltaån (Bornsälven).

## Delavrinningsområde
Hjulsjön ingår i det delavrinningsområde (662843-144315) som SMHI kallar för Inloppet i Stora Grängen. Medelhöjden är 161 meter över havet och ytan är 3,11 kvadratkilometer. Räknas de 5 avrinningsområdena uppströms in blir den ackumulerade arean 126,4 kvadratkilometer. Dyltaån (Bornsälven) som avvattnar avrinningsområdet har biflödesordning 3, vilket innebär att vattnet flödar genom totalt 3 vattendrag innan det når havet efter 257 kilometer. Avrinningsområdet består mestadels av skog (52 procent), öppen mark (17 procent) och jordbruk (13 procent). Avrinningsområdet har 0,31 kvadratkilometer vattenytor vilket ger det en sjöprocent på 9,8 procent.